# 한국팜비오
한국팜비오(Pharmbio Korea Inc.)는 제약, 도매, 의약품 수출입업을 전문으로 하는 대한민국의 기업이다. 1999년 5월에 설립하였으며, 국내 최초의 요로결석 치료제인 유로시트라 액을 개발하였다. 미국, 일본, 영국, 독일, 프랑스, 이탈리아 등지에 본사를 둔 우수 제약회사들과의 협력으로 다양한 전문 의약품의 개발을 맡고 있다. 대장내시경 하제인 오라팡정을 출시하여 시장점유율을 높이고 있다. 그러나 오너의 독단적인 경영으로 여러 문제가 대두되고있다. 경직적인 기업문화는 문제로 회자되고 있는 중이다.